# Michel Rousseau (économiste)
Pour les articles homonymes, voir Michel Rousseau et Rousseau.
Michel Rousseau, né le 8 décembre 1941 à Chartres et mort le 23 janvier 2025 à Paris,, est un économiste et homme politique français.

## Biographie

### Carrière universitaire
Michel Rousseau est né à Chartres (Eure-et-Loir) de parents agriculteurs et commerçants. Diplômé de l'École d'ingénieur de la ville de Paris puis diplômé de l’Institut d'administration des entreprises de Paris (IAE de Paris), il est aussi docteur en Économie et Administration des entreprises de la Sorbonne.
Directeur du service des études de la mairie de Paris avant d’être mis à la disposition de la Commission du rapport et des études du Conseil d’État, il se tourne en 1982 vers la recherche et l’enseignement à Paris-Dauphine. Spécialiste des mutations des tissus économiques, il y est nommé professeur en 1987. Économiste de l'entreprise, il dirige alors plusieurs enseignements à Paris-Dauphine.

### Activités associatives et humanitaires
Michel Rousseau est successivement vice-président de Jeunes Sans frontières (organisation des voyages de plus de 100 000 jeunes à travers le monde) entre 1969 et 1980, puis secrétaire général du CEAR (Comité Européen d’Aide aux Réfugiés), pour l’aide aux réfugiés cambodgiens en Thaïlande, éthiopiens au Soudan et en Somalie, ceci en collaboration avec la Commission européenne. Il travaille notamment sur plusieurs projets d’autosuffisance des populations déplacées ; enfin, il préside la Fondation Concorde.
En 2006, il a créé l'ONG « Concorde Développement Éthique Formation Internationale », dit CDEFI, pour effectuer des transferts de savoir-faire avec l'Afrique subsaharienne. La première faculté des métiers et de l'Artisanat devrait être créée au Sénégal.

### Activités publiques
Michel Rousseau est maire de Gallardon, Eure-et-Loir, puis maire de Saint-Denis-des-Puits, commune rurale de ce même département, dont il est le premier magistrat jusqu'à la fin de l'année 2011. Il est remplacé par Laure de La Raudière.
Il crée en 1997 le think tank Fondation Concorde qu'il préside depuis. Il est directeur des publications « Nouvelles visions » de cette fondation : plus d'une centaine de fascicules ont été publiés.
En 2006, Michel Rousseau est nommé contrôleur général économique et financier au ministère de l’Économie et des Finances.

### Distinctions
Il est promu officier dans l'ordre national du mérite en 2003 et officier de l'ordre national de la Légion d'honneur en 2011.

## Publications
- Le guide de la gestion communale, Eyrolles, 1983
- Le management des économies locales, Eyrolles, 1988
- Management local et réseau d’entreprises, Éditions Economica, 2003
- France que fais-tu de tes territoires ?, Fauves Éditions, 2016